# Yelmo de Wollaston
El yelmo de Wollaston (también conocido como yelmo de Pioneer o yelmo de Northamptonshire) es un casco defensivo militar de la Alta Edad Media, variante del spangenhelm, y como el yelmo de Benty Grange, pertenece al tipo «cresta de jabalí» y del mismo periodo. Se ha fechado hacia el siglo VII y fue hallado en precarias condiciones durante unas excavaciones en 1997 en una cantera de Pioneer Aggregates de Wollaston, Northamptonshire, que corresponde a un yacimiento arqueológico anglosajón.
El casco es básicamente muy parecido al yelmo de Coppergate, aunque bastante más grande y poseía dos protecciones laterales para las mejillas, de las que se conserva únicamente una, y una protección nasal que fue plegada hacia el interior en el momento de la deposición para hacer la pieza inservible. Una figura de jabalí de hierro corona la cresta del yelmo. Los yelmos de «cresta de jabalí» aparecen mencionados en el poema épico Beowulf.
Los restos aparecieron en la tumba de un varón joven, acostado en reposo sobre un lecho y acompañado de una espada, un cuchillo pequeño, un tazón colgado, tres hebillas de hierro y un gancho de ropa de aleación de cobre.
Tras la restauración, se expuso en principio en la Royal Armouries Museum de Leeds junto a una réplica, y más tarde en el British Museum; a partir de 2010 regresó a la exposición de Royal Armouries Museum.